# Pas de Naurosa

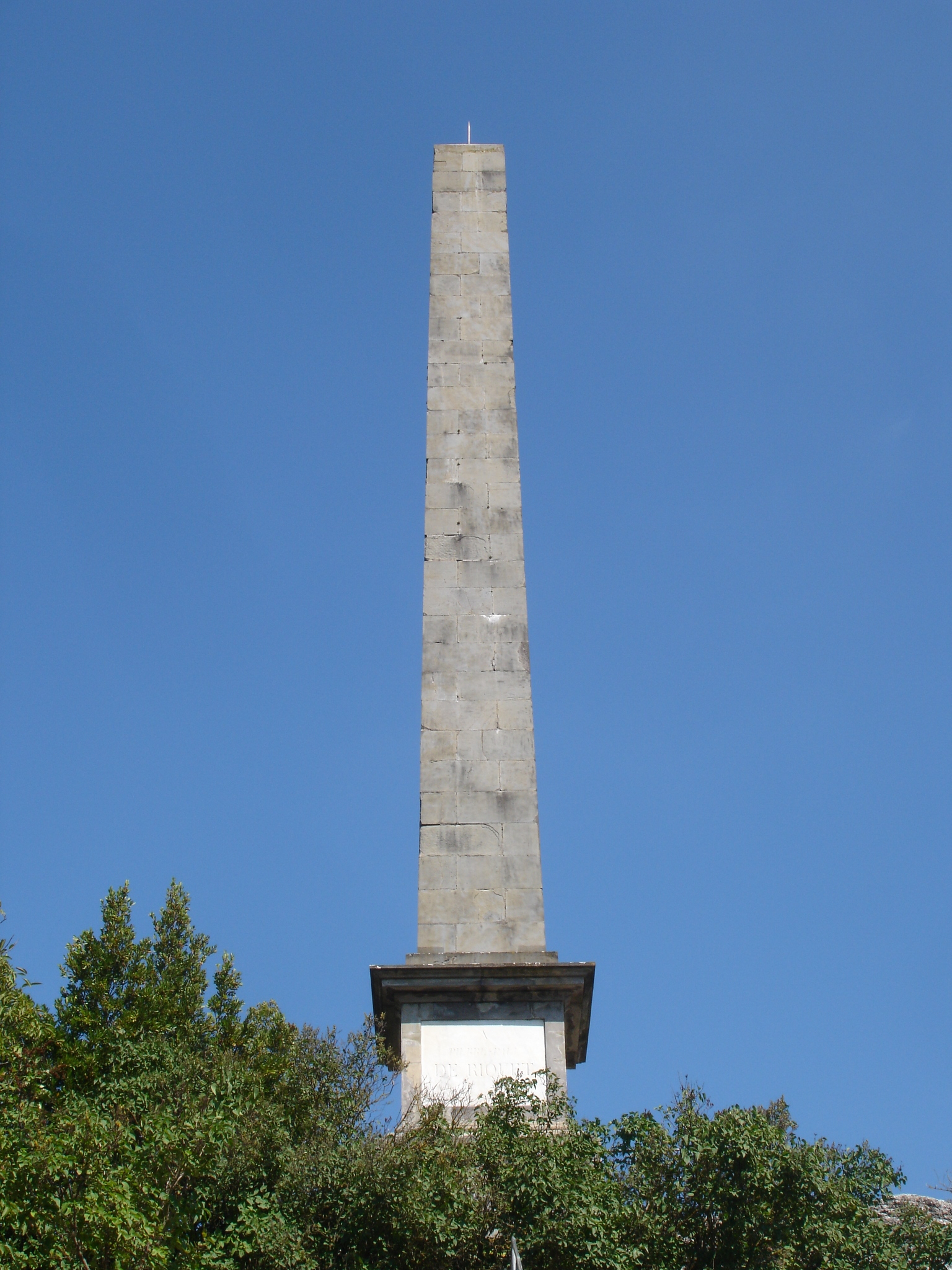
Obelisc de Riquet

El Pas de Naurosa (en francès: Seuil de Naurosa, també anomenat en occità Pas de Lauragués (en francès: seuil du Lauragais) és un coll de 189 m situat al sud-oest de França, a la frontera dels departaments de l'Alta Garona i de l'Aude, en una línia de separació de la divisòria d'aigües entre els mars Atlàntic i Mediterrani. Constitueix el punt més elevat del Canal del Migdia que permet unir els dos mars i alhora també separa el Massís Central dels Pirineus. Els municipis més propers són Avignonet-Lauragais i Labastide-d'Anjou.

## Història
Aquest coll és conegut des de l'antiguitat. Estrabó va anomenar aquest pas l'istme gàl·lic i la Via Aquitana, una via romana, unia Narbona i Carcassona hi passava.
En aquest punt es troba la pedra angular del projecte de construcció del Canal del Migdia projectat per Pierre-Paul Riquet, ja que es tracta del punt més elevat del canal. Aquest punt necessita una aportació continuada d'aigua per alimentar el canal. L'enginyer Riquet va idear la recollida d'aigua des de la Muntanya Negra i portar-la fins aquí. Va ser necessari construir el Llac de Sant Ferriòl al costat de Revel i la Rigole de la plaine que portava l'aigua des del llac fins al canal al Pas de Naurosa.
El 1825 els hereus de Riquet van erigir un obelisc al Pas de Naurosa per marcar el simbolisme del lloc i s'hi pot llegir: À Pierre-Paul Riquet, baron de Bonrepos, auteur du canal des Deux Mers en Languedoc (A Pierre-Paul Riquet, baró de Bonrepos, autor del canal dels dos mars al Llenguadoc).

## Galeria

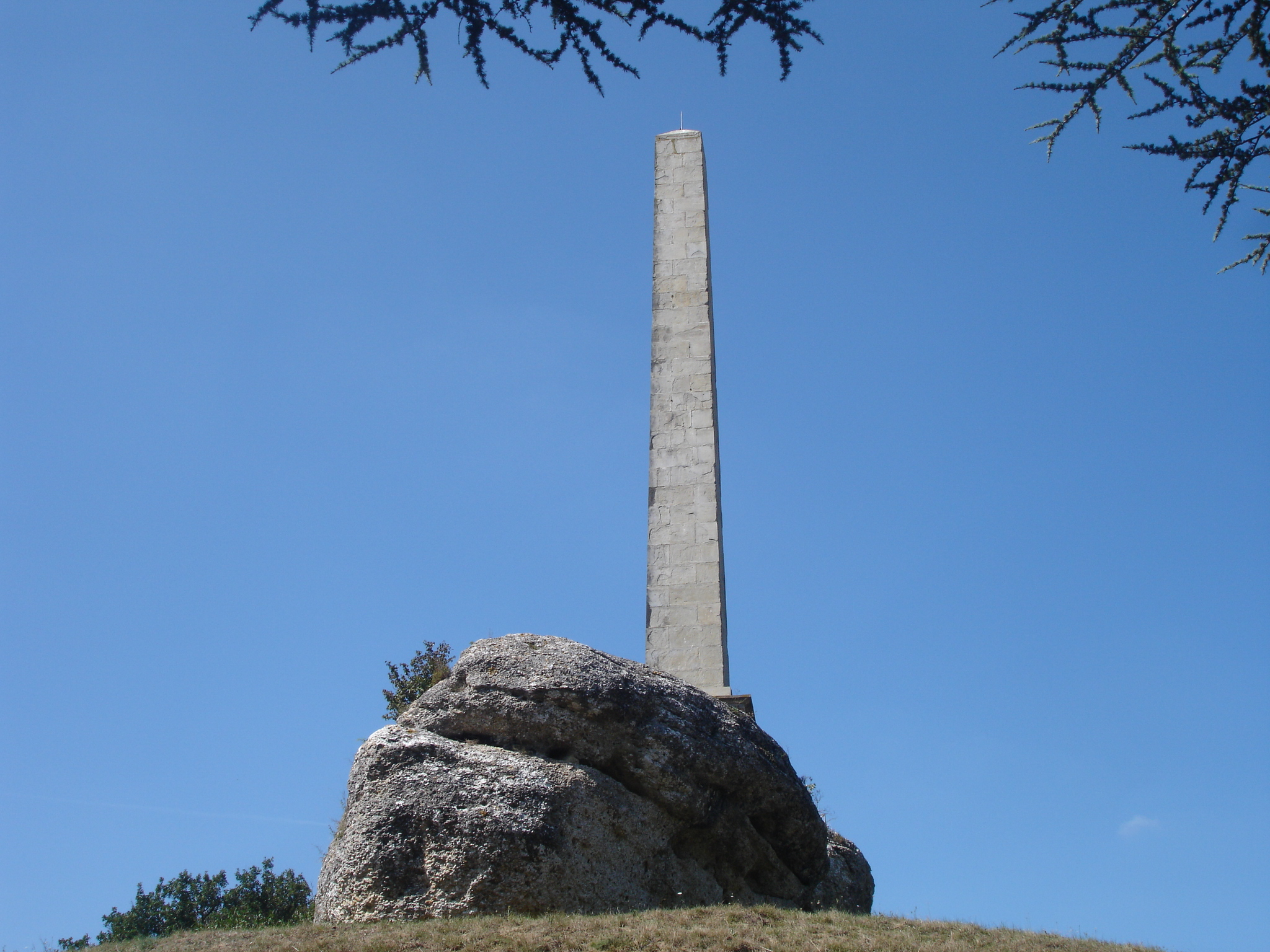
Obelisc de Riquet.
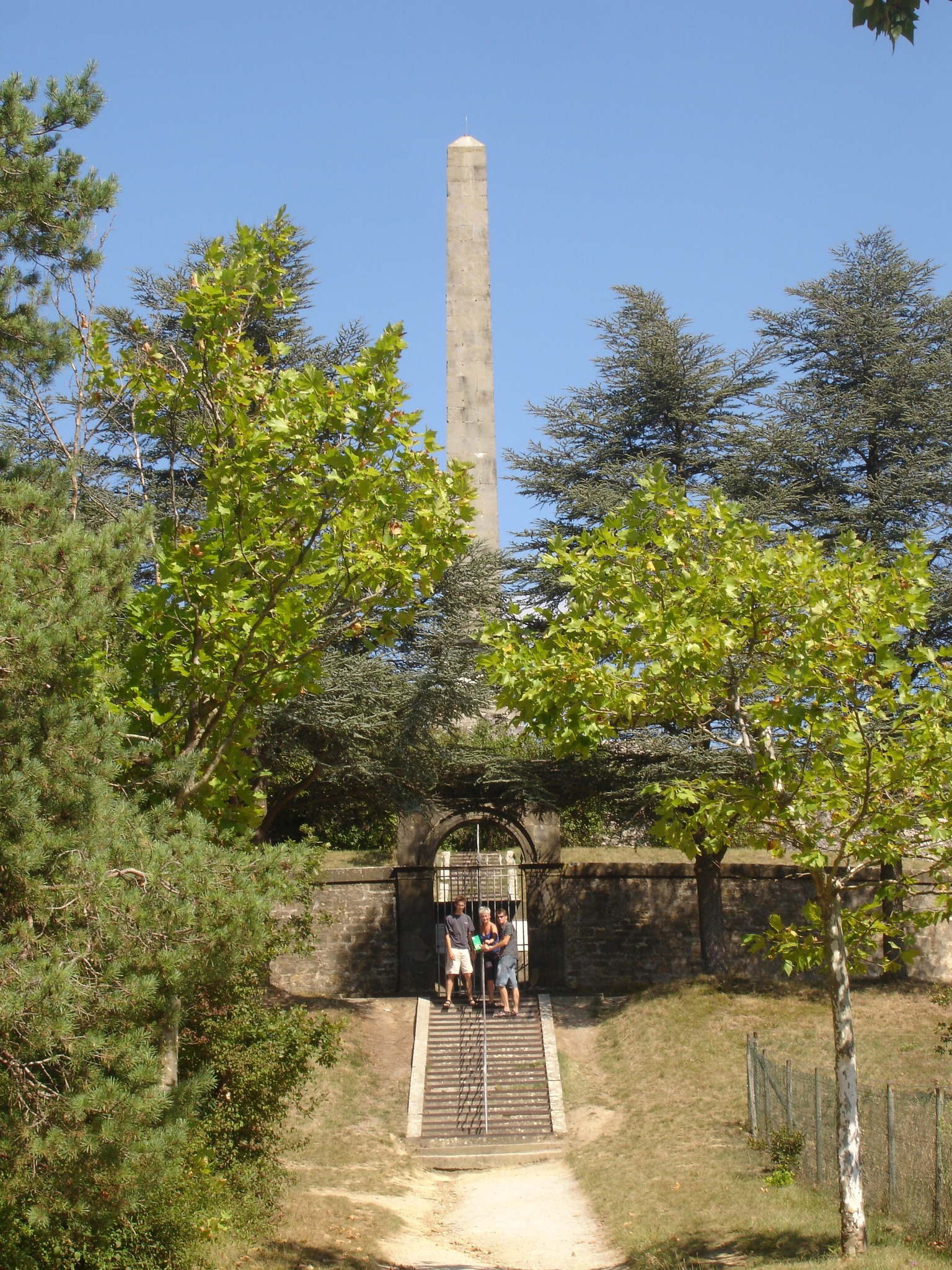
Obelisc.
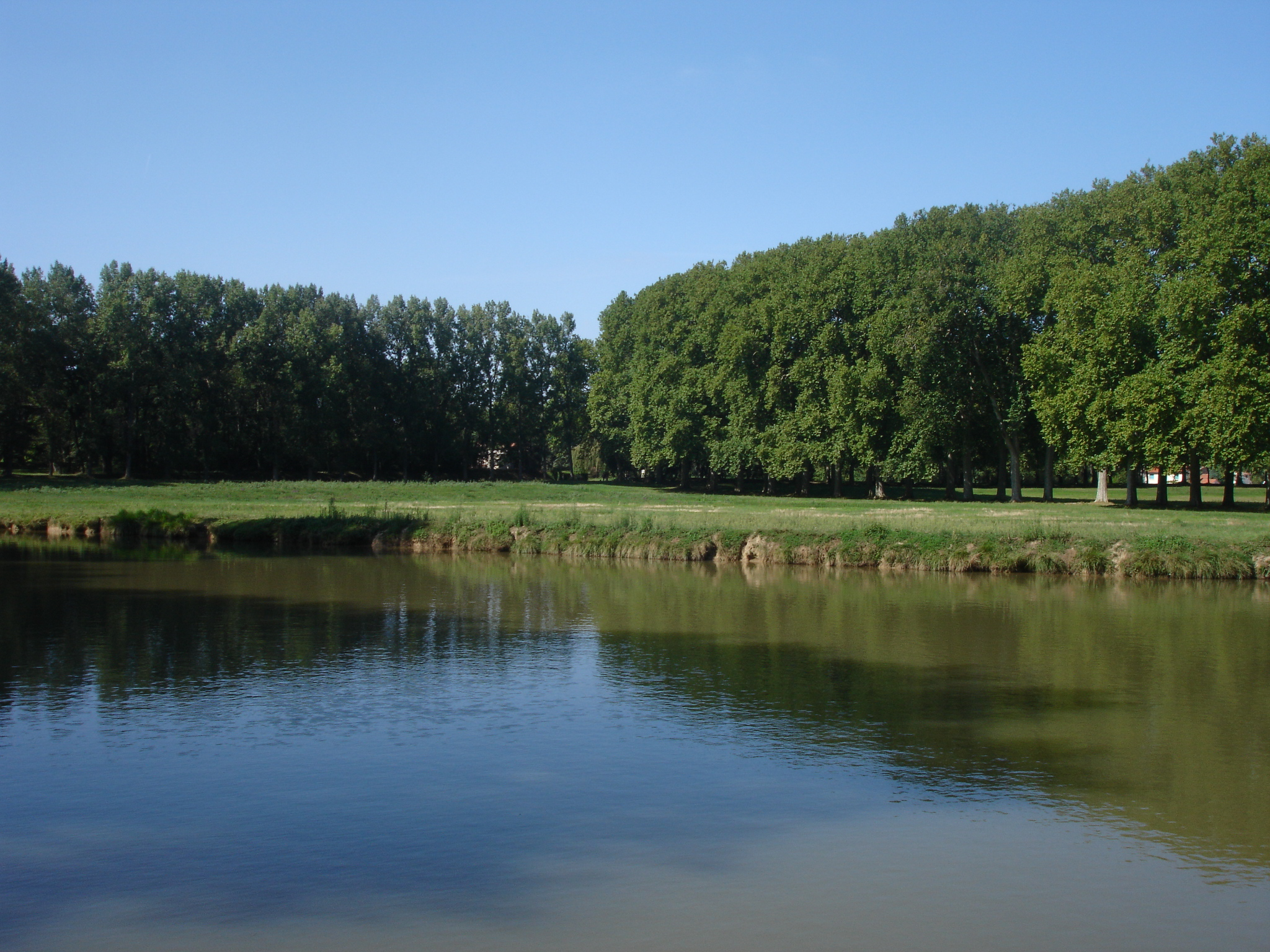
Bassa de Naurosa.
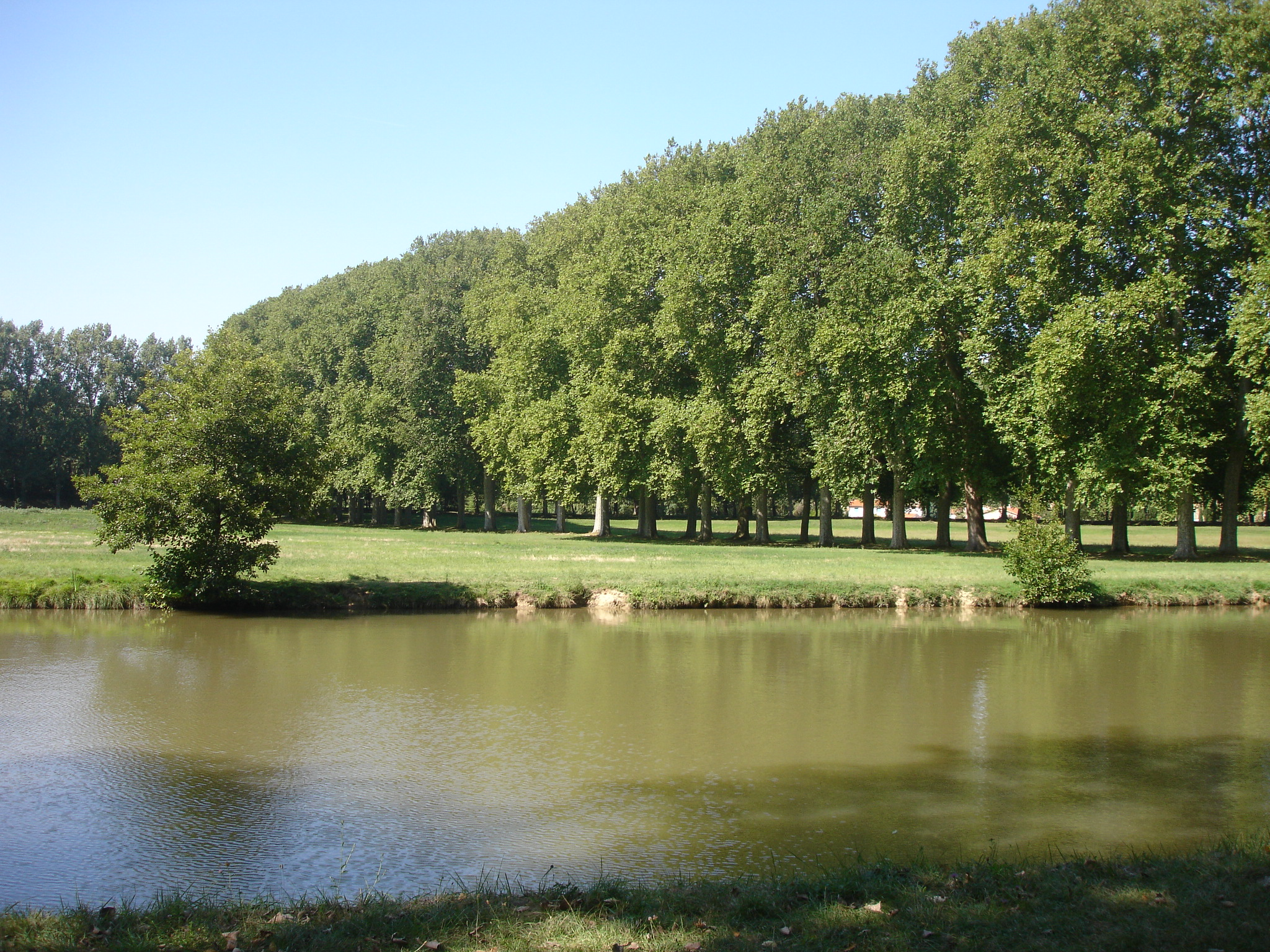
Bassa de Naurosa.
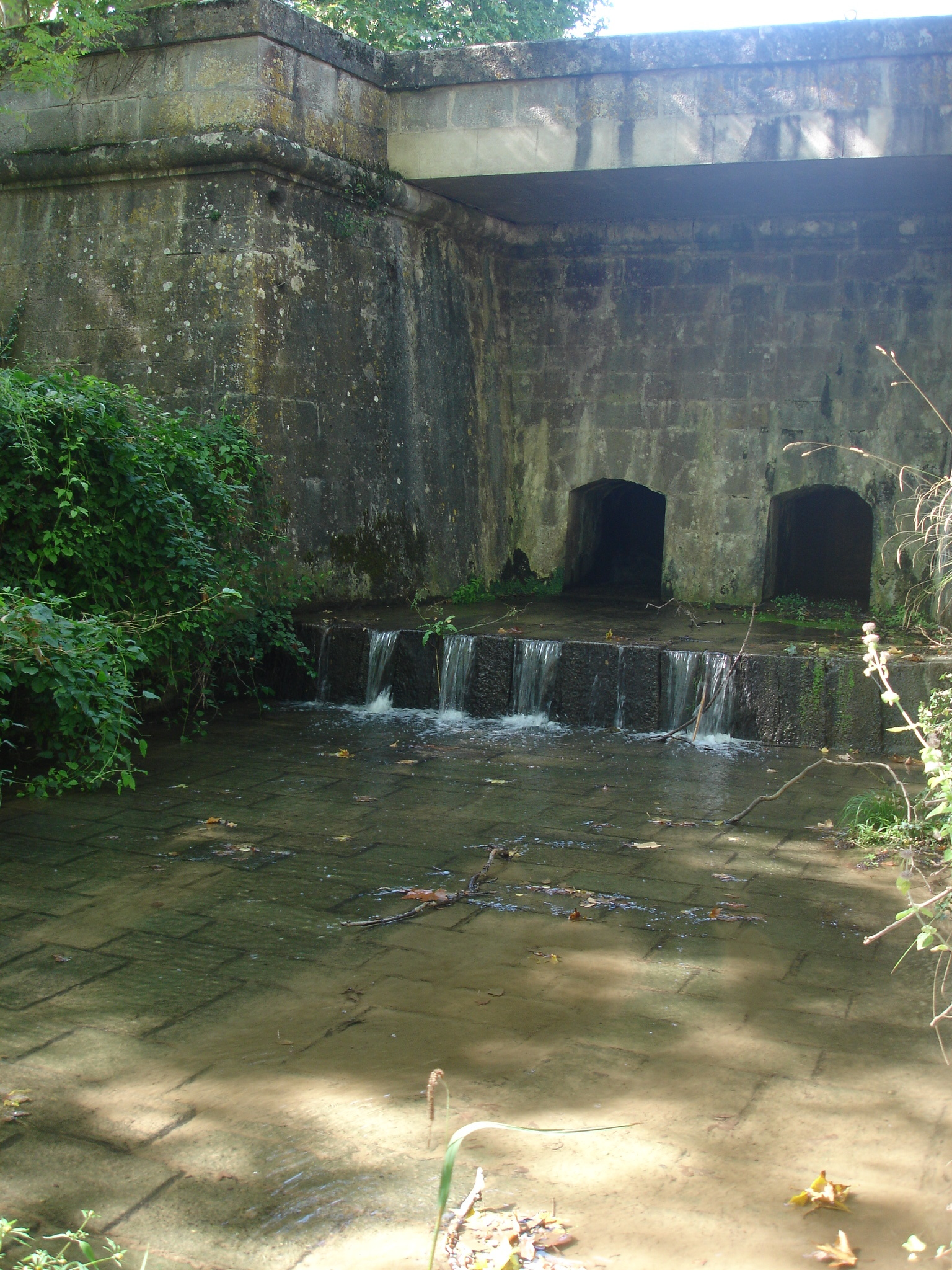
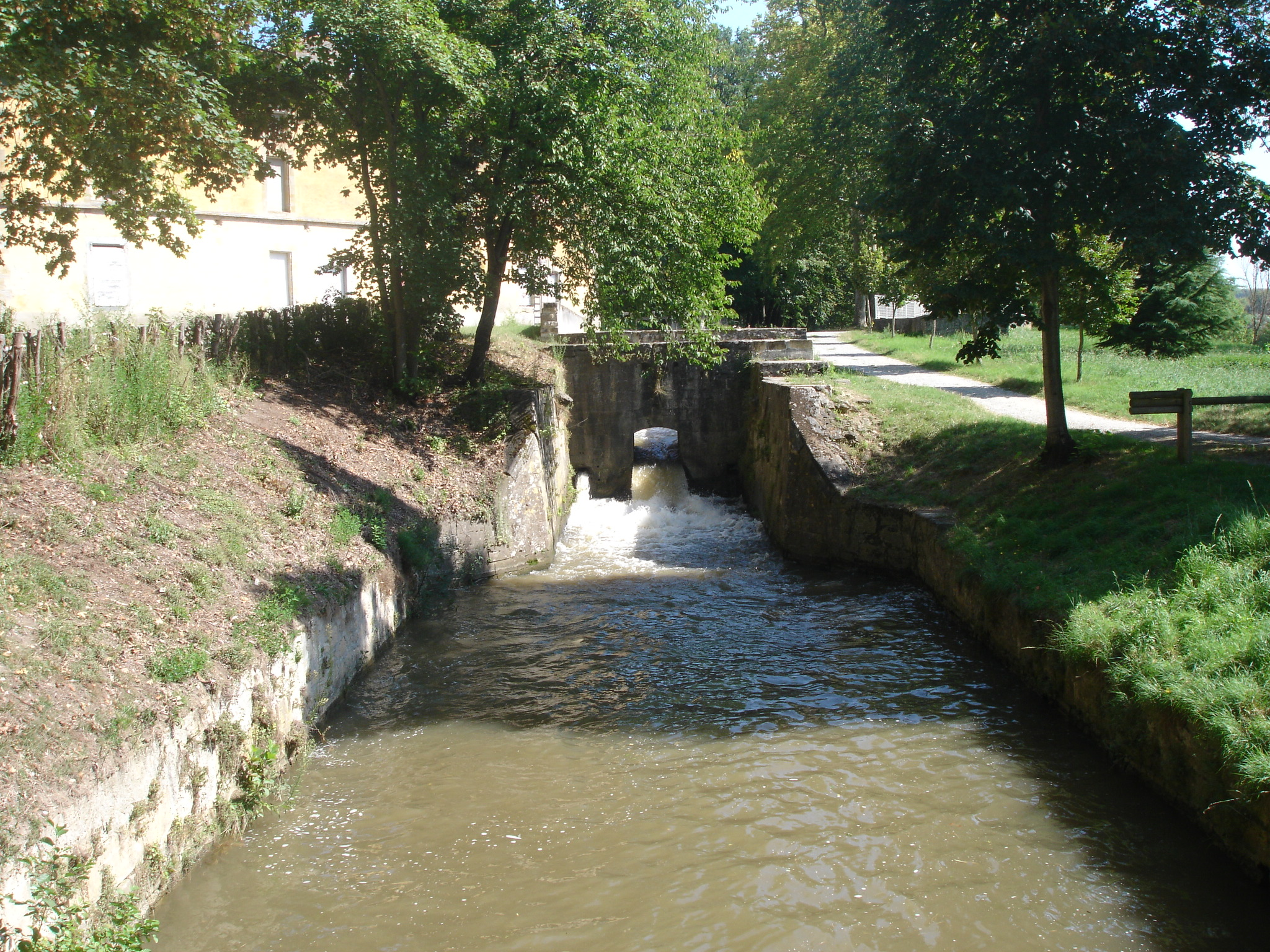
Arribada de la rigole de la plaine.
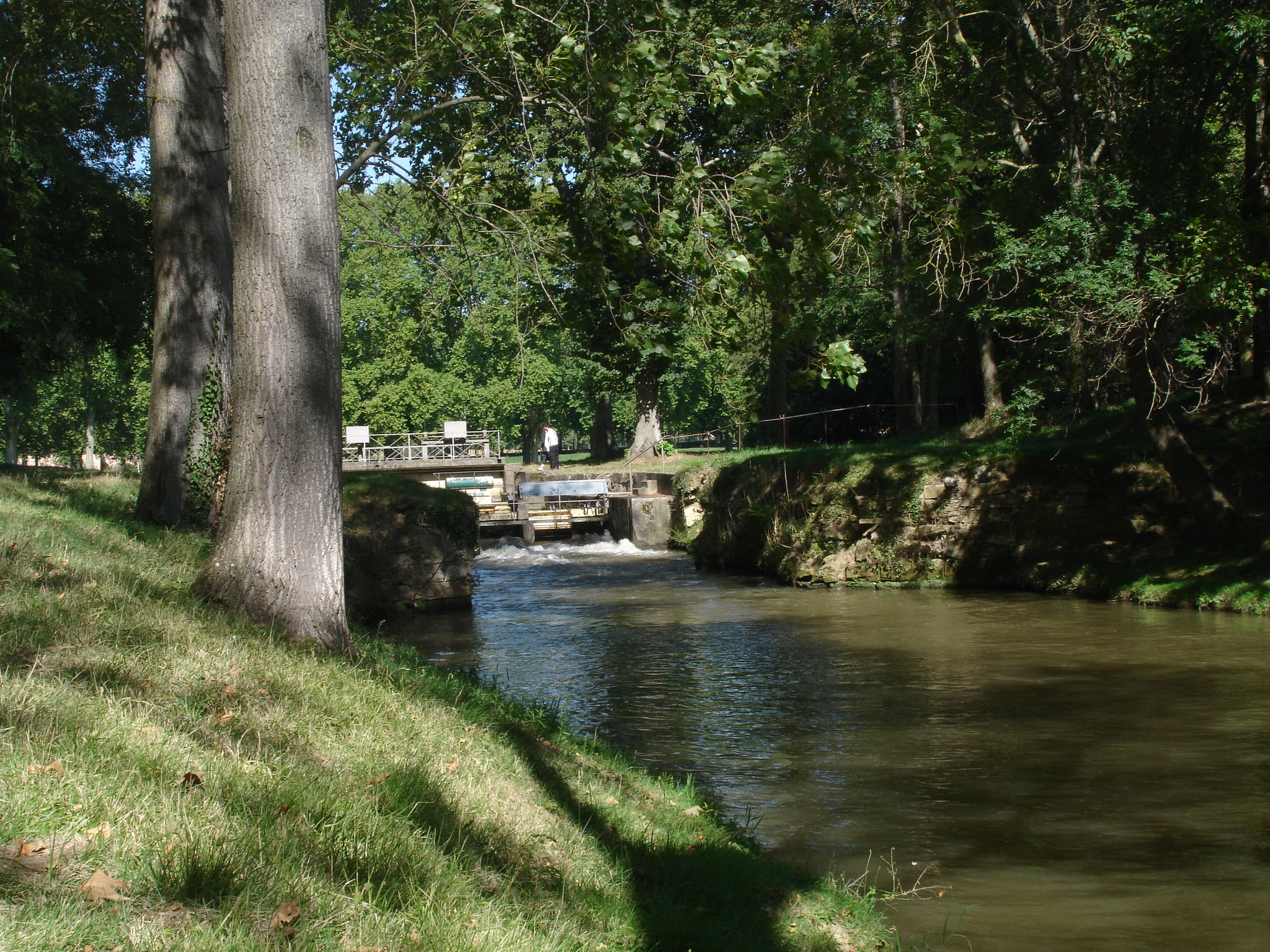
Canvi d'aigües.
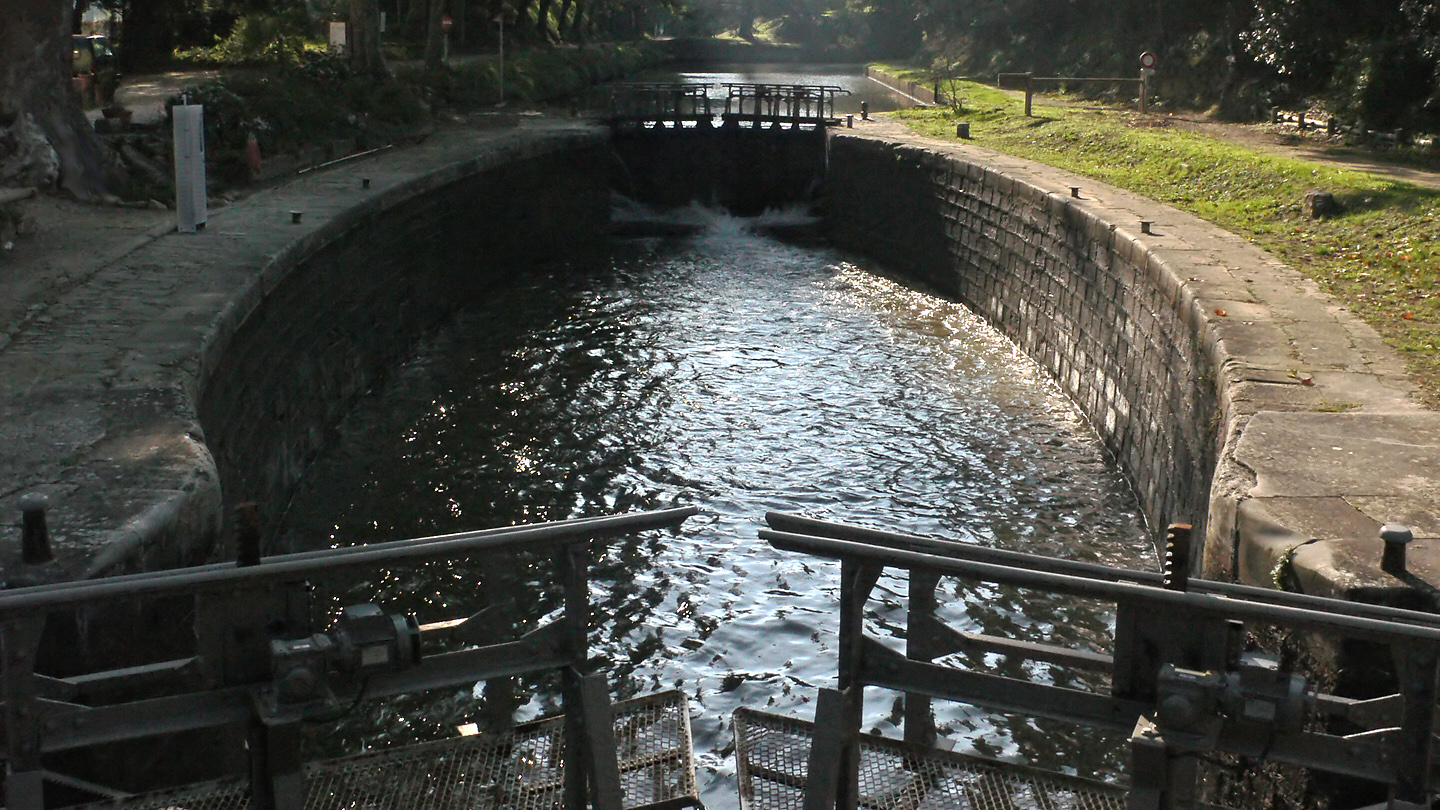
Una resclosa al costat del Pas de Naurosa.